# Hollern-Twielenfleth
Hollern-Twielenfleth (plattdeutsch: Hullern-Twielenfleth) ist eine Gemeinde im Landkreis Stade in Niedersachsen. Die Gemeinde gehört der Samtgemeinde Lühe an, die ihren Verwaltungssitz in Steinkirchen hat.

## Geografie
Die Gemeinde liegt im Alten Land, dem größten Obstanbaugebiet Europas, direkt an der Unterelbe zwischen Stade und Hamburg. Außer den beiden Ortsteilen Hollern (Koordinaten) und Twielenfleth (Koordinaten) gibt es noch einen dritten, Bassenfleth (Koordinaten).

## Geschichte
1059 wurde die Ortschaft Twielenfleth gegründet. Die Gemeinden Hollern und Twielenfleth schlossen sich im Januar 1967 unter dem Namen Hollern zusammen. Seit 1976 besteht die Bürgerschaft Twielenfleth, die sich seitdem für die Erhaltung des Ortsnamens Twielenfleth einsetzt. Am 1. Juli 1984 erfolgte die Umbenennung der Gemeinde in Hollern-Twielenfleth. 
2009 gab es eine große 950-Jahr-Feier.

## Politik

### Gemeinderat
Der Rat der Gemeinde Hollern-Twielenfleth besteht aus 15 Ratsfrauen und Ratsherren. Dies ist die festgelegte Anzahl für eine Mitgliedsgemeinde einer Samtgemeinde mit einer Einwohnerzahl zwischen 3.001 und 5.000 Einwohnern. Die Ratsmitglieder werden durch eine Kommunalwahl für jeweils fünf Jahre gewählt. Die aktuelle Legislaturperiode begann am 11. November 2021 und endet am 31. Oktober 2026.

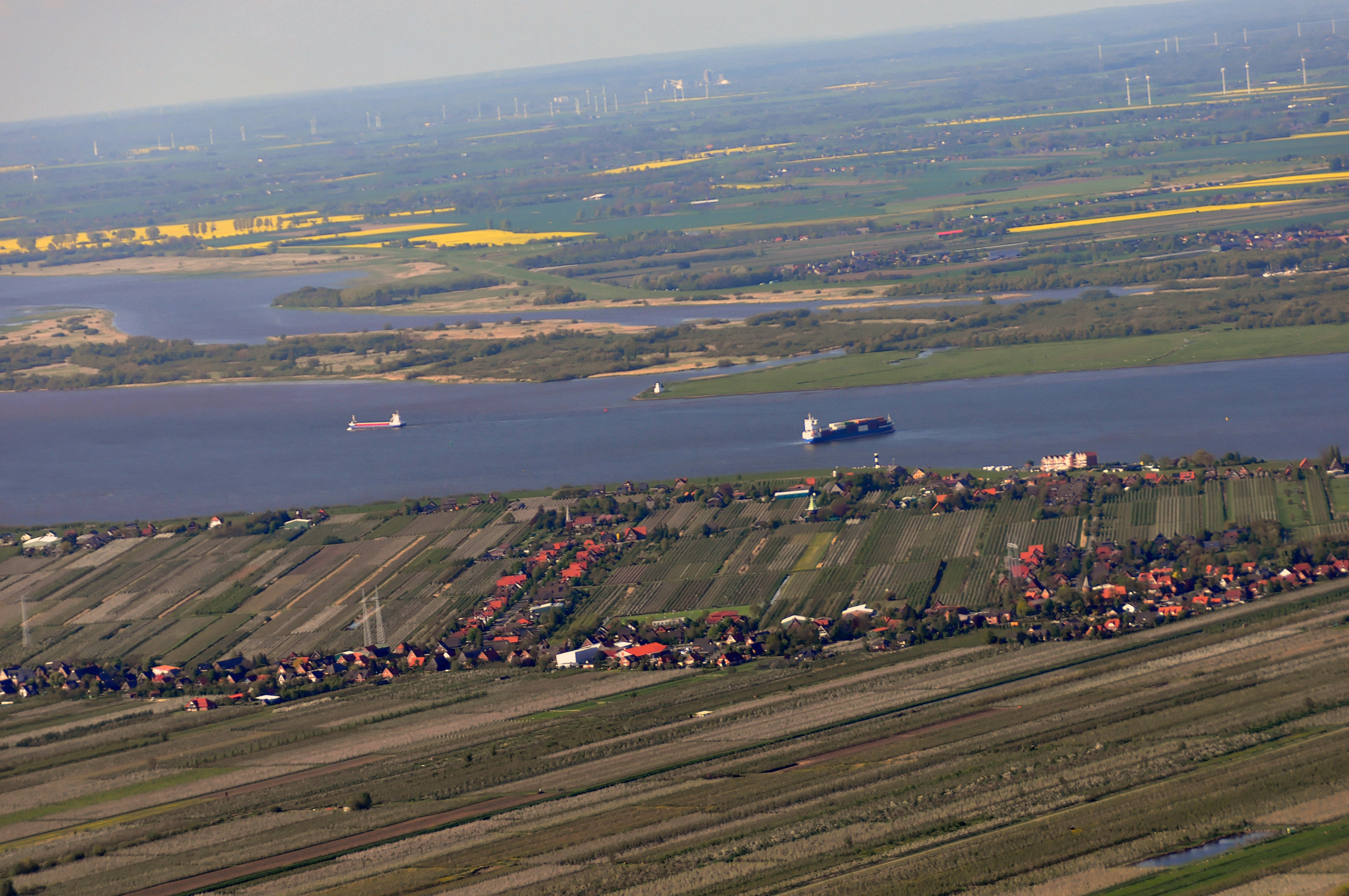
Luftbild

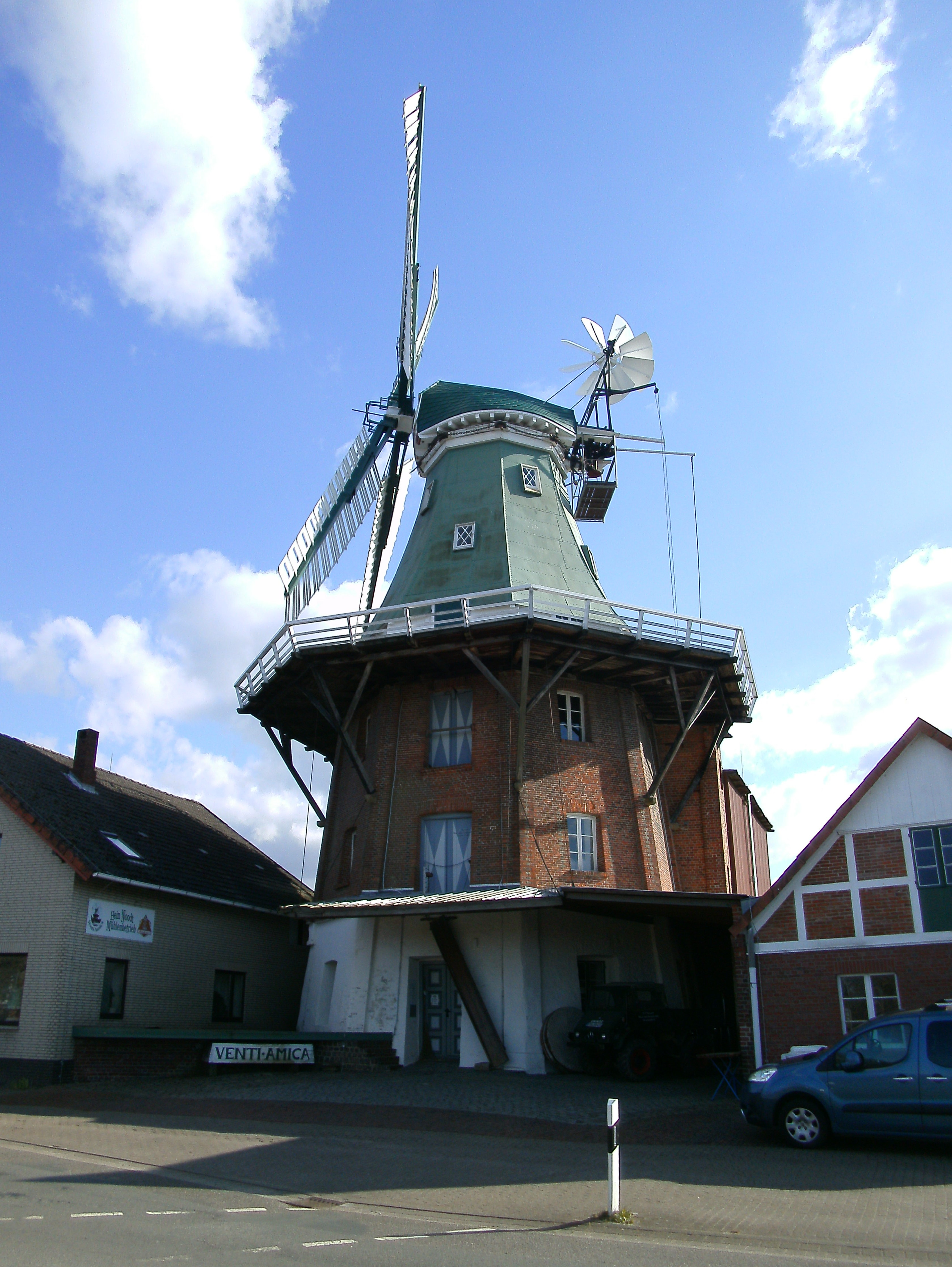
Windmühle „Venti Amica“, 2022

Die vergangenen Gemeinderatswahlen ergaben folgende Sitzverteilungen:
| Wahljahr | CDU | FWG | SPD | Grüne | FDP | Einzel | Gesamt    |
| 2021     | 6 | 4   | 2   | 2     | 1   | 0      | 15 Sitze  |
| 2016     | 4 | 2   | 2   | 1     | –   | 1*     | 10 Sitze* |
|          | (*Nach Stimmenanteil standen dem Einzelbewerber 6 Sitze zu, er konnte aber nur einen besetzen) __________________________ FWG: Freie Wählergemeinschaft Lühe |     |     |       |     |        |           |

### Wappen
In gespaltenem Schilde von Silber und Rot, über einem grünen Schildfuß, darin ein silberner Fluss in Wellenschnitt. Oben links ein roter Wehrturm, golden bedacht, rechts ein silbernes Leitfeuer.
Der Wehrturm im Wappen ist das Wahrzeichen Hollerns. Das Leuchtfeuer steht für Twielenfleth und kennzeichnet den Gemeindeteil für den Flussverkehr. Der silberne Fluss durch die grüne Marsch steht für die Elbe.

## Kultur und Sehenswürdigkeiten
- Twielenflether Mühle „Venti Amica“ (lateinisch für „Freundin des Windes“)
- Twielenfleth St.-Marien-Kirche
- Hollern St.-Mauritius-Kirche mit Orgel von Arp Schnitger (1690)
- Alter Twielenflether Leuchtturm – seine Umrisse sind Bestandteil des Wappens. Hier befindet sich ein "Mini-Schifffahrtsmuseum mit Aussicht".[6]

## Wirtschaft und Infrastruktur

### Wirtschaft
In Hollern-Speersort befindet sich die Gefahrstoff-Spedition Pape. Im Gefahrstofflager können bis zu 22.000 t gelagert werden.
Der Tourismus ist ein wichtiger Wirtschaftszweig im Ort. Mit 155 Ferienhäusern ist das Feriendorf Altes Land bei der Elbe bedeutend.

### Verkehr
In der Gemeinde verkehren die Omnibuslinie 2051 Stade – Hollern-Twielenfleth – Steinkirchen – Jork – Hamburg-Cranz der KVG Stade sowie mehrere firmen- und schulbezogene Omnibuslinien, die alle dem Hamburger Verkehrsverbund angeschlossen sind. Der Ort erstreckt sich zu großen Teilen entlang des Obstmarschenwegs, der die Gemeinden an der Unterelbe verbindet.

## Persönlichkeiten
Söhne und Töchter der Gemeinde
- Heinrich Brüning (1836–1920), u. a. Oberbürgermeister von Minden sowie von 1880 bis 1888 Oberbürgermeister von Osnabrück.
- Hasnain Kazim (* 1974), Journalist, Autor und Marineoffizier a. D.